# Zhaodong
Zhaodong (en chino, 肇东; pinyin, Zhàodōng) es un municipio  bajo la administración directa de la Prefectura Suihua en la Provincia de Heilongjiang, República Popular China.  Su área es de 4323 km² y su población total para 2010 superó los 980 mil habitantes. 

## Administración
Desde julio de 2020, el  Municipio Zhaodong se divide en 25 pueblos que se administran en 4 subdistritos, 13  poblados y 8 villas.